# Dexter Walker
Dexter "Dex" Walker es un personaje ficticio de la serie de televisión australiana Home and Away, interpretado por el actor australiano Charles Cottier desde el 22 de junio del 2010, hasta el 13 de noviembre del 2013.

## Antecedentes
Dexter es el hijo de Sid Walker y Jody & hermano menor de Indigo y medio hermano de Sasha. 
Es muy buen amigo de April Scott, Xavier Austin y Romeo Smith.

## Biografía
En el 2009 Dexter llegó por primera vez a Summer Bay, junto a su familia, pero poco después se fueron luego de que su padre no pudiera soportar la vergüenza de sentirse atraído por la amiga de Indigo, Nicole Franklin.
Dexter utiliza su sentido del humor como armadura, después de todo lo que ha pasado con la separación de sus padres. Confía en que su ingenio y su sentido de ironía lo ayudarán a no caer en el abismo de la frustración y la decepción.
Dexter se ha visto obligado a crecer rápidamente, aunque todavía extraña a su madre. En ocasiones puede ser molesto y vergonzoso para Indigo, pero también puede ser un gran apoyo para ella y su padre.
En el 2010 después de decidir no seguir viajando con su madre y su nuevo novio Owen, se van a vivir con su padre, quien decide regresar a Summer Bay, con Dexter e Indigo, a su llegada Sid le rentan la granaja a Alf Stewart y la familia se muda ahí.
En el 2011 comienza una relación con April Scott, sin embargo termina cuando April ve a Dexter besándose con Dallas Phillips, sin embargo más tarde en el 2012 Dex y April regresan. En agosto del 2012 Dex quedó luchando por su vida después de que tomara prestado el coche de su hermana Indi y tuviera un accidente luego de que Ruby Buckton le cortara los frenos al coche de Indi.
En noviembre del 2013 Dexter finalmente se casa con April rodeadas de todos sus familiares y seres queridos, Casey y Tamara Kingsley fueron sus padrinos, luego Dexter se va de la bahía con April y se mudan a París para que April terminara sus estudios.